# Maria Reisinger
Maria Reisinger (* 13. Juni 1971) ist eine ehemalige deutsche Fußballtrainerin und -spielerin. Seit dem 1. Juli 2013 ist sie die Sportliche Leiterin des SV Meppen.

## Karriere

### Spielerin
Begonnen als Straßenfußballerin und im Alter von elf Jahren von Heinz Holtick bei einem Ortspokalturnier entdeckt, trat Reisinger dem SV Victoria Gersten bei. Gemeinsam mit Jungen ihres Alters wurde ihr der Fußballsport vermittelt, bevor sie aus Altersgründen zu den Juniorinnen wechselte und für diese – beginnend in der Landesliga mit Durchmarsch in die Oberliga Nord und dort von 1993 bis 1996 – als Stürmerin spielte. Nach mehreren Anfragen wechselte sie zur Saison 1996/97 zum Bundesligisten FC Eintracht Rheine. In der seinerzeit zweigleisigen Spielklasse belegte sie mit ihrer Mannschaft den vierten Platz. Höhepunkt ihrer Spielerkarriere dürfte das Finale um den DFB-Pokal am 14. Juni 1997 gewesen sein. Die Begegnung mit Grün-Weiß Brauweiler wurde im Olympiastadion Berlin mit 1:3 verloren. Im Viertelfinale gegen den FSV Frankfurt, gegen den man mit 0:2 zurückgelegen hatte, erzwang ihr Verein den 2:2-Ausgleich. Da die anschließende Verlängerung nichts am Ergebnis geändert hatte, war es sie die den entscheidenden Treffer zum 4:2 im Elfmeterschießen verwandeln konnte.
Nachdem der FFC Heike Rheine am 10. März 1998 als eigenständiger deutscher Frauenfußballverein aus dem Vorgängerverein FC Eintracht Rheine gegründet wurde, spielte Reisinger noch vier Jahre lang in Rheine. Zum SV Victoria Gersten zurückgekehrt, war sie von 2002 bis 2009 als Spielertrainerin für den Verein tätig, den sie 2004 in die neu gegründete 2. Bundesliga Nord führte.

### Trainerin / Sportliche Leiterin
Im Juli 2009 übernahm Reisinger den Trainerposten beim SV Victoria Gersten und zwei Jahre später den beim SV Meppen, den sie bis 2013 ausfüllte. Seit dem 1. Juli 2013 ist sie die Sportliche Leiterin des SV Meppen.

## Erfolge
- DFB-Pokal-Finalist 1997
- Meister Regionalliga Nord 2004 zgl. Qualifikation für die 2. Bundesliga Nord